# Zach Trotman
Zachary Ross „Zach“ Trotman (* 26. August 1990 in Carmel, Indiana) ist ein ehemaliger US-amerikanischer Eishockeyspieler. Der Verteidiger bestritt 91 Partien für die Boston Bruins und die Pittsburgh Penguins in der National Hockey League (NHL), kam jedoch überwiegend in der American Hockey League zum Einsatz.

## Karriere
Trotman, der in Novi im Bundesstaat Michigan aufwuchs, spielte während seiner Juniorenzeit zwischen 2008 und 2009 in der North American Hockey League für die Wichita Falls Wildcats. Anschließend war er drei Jahre an der Lake Superior State University aktiv, für die er während seines Studiums in der Western Collegiate Hockey Association, einer Division der National Collegiate Athletic Association, spielte. Während dieser Zeit war er im NHL Entry Draft 2010 in der siebten Runde an 210. Stelle – als letzter Spieler überhaupt – von den Boston Bruins aus der National Hockey League ausgewählt worden.
Im März 2012 unterzeichnete der Verteidiger schließlich seinen ersten Profivertrag mit den Boston Bruins und verzichtete in der Folge auf sein letztes Collegejahr. Er verbrachte die Saison 2012/13 komplett bei den Providence Bruins, dem Farmteam Bostons, in der American Hockey League. Ebenso die folgende Spielzeit, in der er sein NHL-Debüt feierte. Nachdem Trotman die Saison 2014/15 dann pendelnd zwischen Boston und Providence verbracht hatte, erhielt er zur Spielzeit 2015/16 letztlich einen festen Platz als siebter Verteidiger im Kader des NHL-Klubs. Im Juli 2016 wechselte er als Free Agent zum Ligakonkurrenten Los Angeles Kings. Auf die gleiche Weise schloss er sich im Juli 2017 – ohne für LA in der NHL aktiv gewesen zu sein – den Pittsburgh Penguins an. Nach vier Jahren in der Organisation der Penguins, in denen er ebenfalls überwiegend in der AHL auf dem Eis stand, verkündete er im Juni 2021 das Ende seiner aktiven Karriere.

## Karrierestatistik
(Legende zur Spielerstatistik: Sp oder GP = absolvierte Spiele; T oder G = erzielte Tore; V oder A = erzielte Assists; Pkt oder Pts = erzielte Scorerpunkte; SM oder PIM = erhaltene Strafminuten; +/− = Plus/Minus-Bilanz; PP = erzielte Überzahltore; SH = erzielte Unterzahltore; GW = erzielte Siegtore; 1 Play-downs/Relegation; Kursiv: Statistik nicht vollständig)